# 1993年中国大陆
| 中国历史 / 中国历史年表 |
| 世紀： 19世纪中国 / 20世纪中国 / 21世纪中国 |
| 年代： 1960年代中国大陆 / 1970年代中国大陆 / 1980年代中国大陆 / 1990年代中国大陆 / 2000年代中国大陆 / 2010年代中国大陆 / 2020年代中国大陆                     |
| 年份： 1989年中国大陆 / 1990年中国大陆 / 1991年中国大陆 / 1992年中国大陆 / 1993年中国大陆 / 1994年中国大陆 / 1995年中国大陆 / 1996年中国大陆 / 1997年中国大陆 |
| 纪年： 癸酉年（鸡年）、中华人民共和国成立44周年 |

## 大事記

### 1月
- 1月8日，中國大陸第一個具有博彩性的有獎賽馬場——廣州賽馬場正式開幕。
- 1月31日，1时30分,赤峰至大连77次特快旅客列车行至高新线罗家站至高台山站间2公里+26米道口与辽宁省新民县新民镇一鞍山产大客车相撞，死亡65人、重伤4人、轻伤5人。
- 1月31日，《中国老挝边界议定书》在万象签订。

### 2月
- 2月14日，河北唐山市东矿区林西百货大楼火灾，死82人，伤50多人，楼内商品全部烧毁，直接经济损失400万元。

### 3月
- 3月10日，浙江省宁波市北仑港发电厂一号机组锅炉炉膛爆炸，死亡23人，重伤8人，轻伤16人，直接经济损失778万元。机组停运132天，少发电近14亿度。
- 3月27日，江澤民當選中華人民共和國主席、中華人民共和國中央軍事委員會主席；紅色資本家榮毅仁當選為中華人民共和國副主席；李鵬連任國務院總理；喬石當選為第八屆全國人大常委會委員長；李瑞環出任全國政協主席。
- 3月31日——第八屆全國人民代表大會第一次會議通過《中華人民共和國澳門特別行政區基本法》。

### 4月
- 4月6日，深圳黃田機場飛北京首都國際機場的中國南方航空波音757飛機在飛行途中被3名男子騎劫到台灣。
- 4月8日，世界上跨徑最大的斜拉橋上海楊浦大橋合龍。
- 4月15日，禹作敏被捕，中國「首富村」、「天下第一庄」大邱庄逐渐走向没落。[1]
- 4月22日——國家航天局（China National Space Administration；CNSA）正式成立。
- 4月30日,6时2分，044次货车行至长大线分水至大石桥间243公里+350米砖厂道口处，与一辆大客车相撞，死亡35人、伤36人。

### 5月
- 5月9日至18日，上海舉行第一屆東亞運動會。

### 6月
- 6月26日，中國首次在國內發行外幣債券。河南郑州新技术开发区食品添加剂厂爆炸，死亡27人。

### 7月
- 7月3日，考古學家在河南省南陽地區的西峽盆地發現了恐龍蛋化石群。
- 7月10日，2时55分，163次客车行至京广线新乡南场至七里营间608公里+950米处与前行的2011次货车相撞，死亡40人（乘务员32人、旅客8人）、重伤9人（乘务员7人、旅客2人）、轻伤39人（乘务员4人、旅客35人）。机车中破1台；客车报废3辆，小破15辆；货车报废1辆，大破2辆；中断正线行车11小时15分，仅设备方面的直接经济损失130万元。
- 7月23日，中國西北航空2119號班機在銀川起飛時墜毀。

### 8月
8月至9月，脑筋急转弯事件，引发青海西宁骚乱。
- 8月5日，深圳一幢近清水河街道，存放易燃品硝酸銨的工廠發生連環大爆炸，更引發大火，爆炸的強度使災場形成了一團如磨菇雲形狀的煙霧，釀成18死873傷[2]。
- 8月21日，王軍霞在第四屆世界田徑錦標賽中，奪得一萬米金牌。
- 8月23日，惠州車禍導致11名香港人喪生。[3]
- 8月24日至29日——越南与中华人民共和国在北京举行边界谈判，并签署《会谈纪要》。
- 8月27日，青海省溝後水庫發生決堤，釀成死亡288人，失踪40人，直接经济损失1.53亿元。多個村莊被洪水沖毀。
- 8月31日，國務院新聞辦公室發表《台灣問題與中國的統一》白皮書。

### 9月
- 9月4至15日，北京舉行第七屆全運會。
- 9月8日——王軍霞在北京舉行的第七屆全運會上，打破女子一萬米世界紀錄。
- 9月18日，《中國大百科全書》第一版完整出版。
- 9月24日，北京申办2000年夏季奥林匹克运动会失败。[4]
- 9月25日，中國第一條跨省市的高速公路：京津塘高速公路全線通車。

### 10月
- 10月11日，黑龙江鸡西保合煤矿瓦斯爆炸，70人遇难。
- 10月16日，中国海洋直升机专业公司海豚7104号机飞往南海1号平台，降落时坠海，3人死亡。
- 10月19日——越南与中国在河内签署《关于解决中华人民共和国和越南社会主义共和国边界领土问题的基本原则协议》。
- 10月26日，中國東方航空5398號班機在福州義序機場墜毀。
- 10月28日，馬俊仁訓練出的「馬家軍」破世界紀錄獲全部批准。

### 11月
- 11月13日，烏魯木齊發生墜機意外，死亡12人。[5]
- 11月14日，中共十四屆三中全會通過《中共中央關於建立社會主義市場經濟體制若干問題的決定》，標誌着中國經濟正式轉型為全面市場經濟。
- 11月19日，深圳的香港資金經營玩具廠——致麗玩具廠大火，由於廠房窗門密封，幾百名工人爭相走避，觸發嚴重的人踩人慘劇，釀成84死[6]近40傷。[7]
- 11月29日，武漢大學隆重舉行百年校慶，是中國第一所慶祝建校100周年的高等院校。

### 12月
- 12月17日——中國大陸海協會代表訪問台灣。
- 12月26日，全國各地紀念毛澤東一百歲冥誕。